# Eurorunner
Eurorunner是由德國西門子公司製造的一系列柴油機車，是歐洲鐵路常用的柴油機車（尤其是立陶宛鐵路及奧地利聯邦鐵路，是本型機車最大使用者），並可在客、貨運上使用，亦是港鐵東鐵綫的柴油機車車款之一，曾經是貨運用機車，鐵路貨運停辦後用作牽引維修列車、新列車與前往港鐵八鄉車廠進行擴編的列車，以及在何東樓車廠過夜的一列25T型客車。港鐵所用機車由九廣鐵路公司擁有，兩鐵合併後租予港鐵公司使用，目前主要作為工程車。

## 概述
這款機車由德國西門子交通公司設計，是一款在歐洲地區被廣泛使用的柴電機車，本車型的廠方型號是ER20，代表其電動機輸出功率為2,000 kW。此外，本型機車亦採用德國柴電潛艇的隔音技術，以降低機車發生的噪音。

### 香港
供香港使用的ER20 8000系是以奧地利聯邦鐵路的Rh 2016型機車為基礎設計。該機車使用柴油機推動發電機，發動機輸出的電力會供應予4台500 kW的交流牽引電動機，從而產生推動機車前進的動力。ER20與1954年起使用的G12型柴油機車相比，ER20型具有低污染及低噪音等環保特點。

## 應用

### 立陶宛

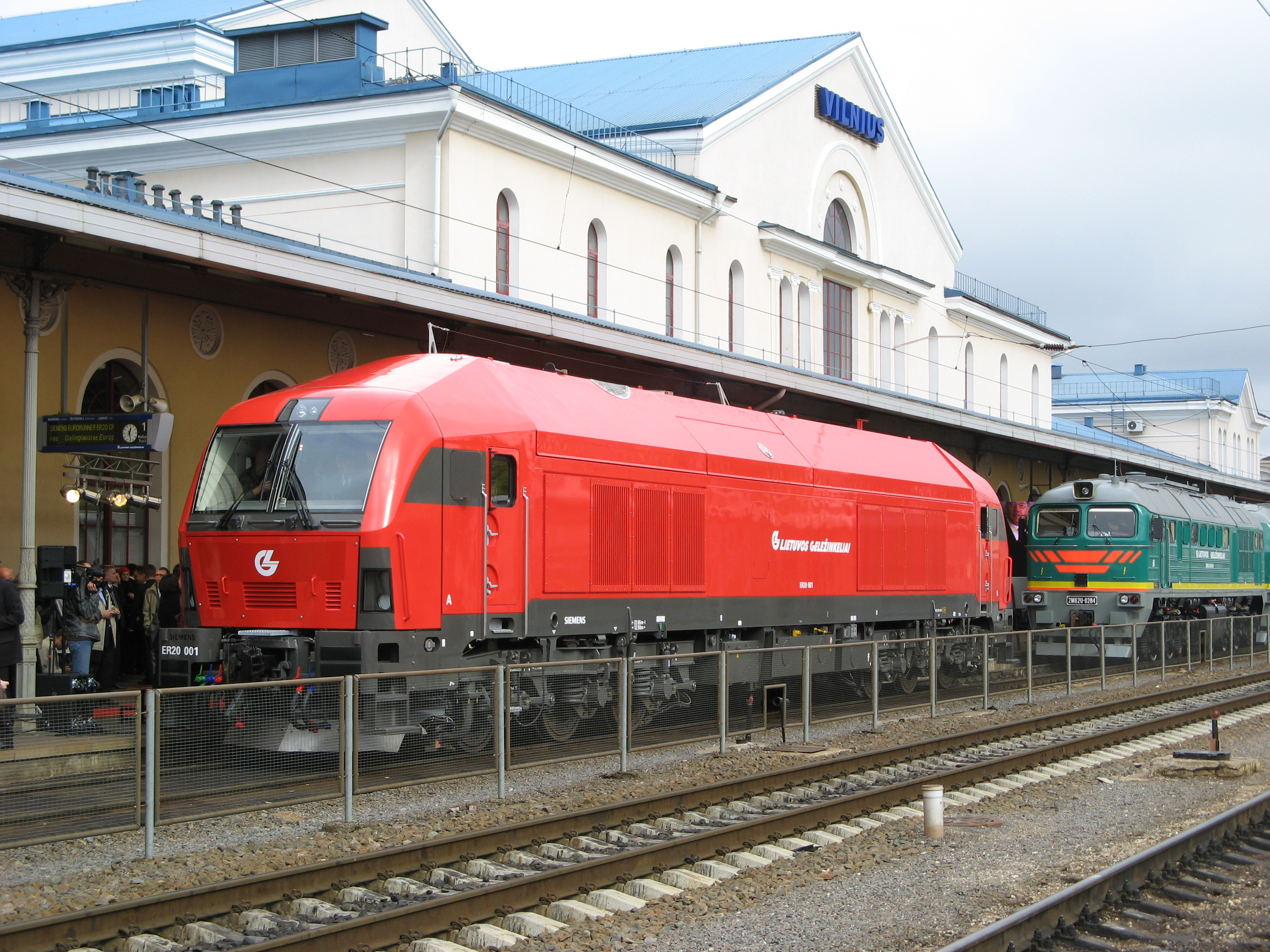
立陶宛鐵路使用的ER20 CF型機車

2007年，西門子在ER20原型機車基礎之上，再研發了增強型的ER20 CF貨運機車，首個客戶為立陶宛鐵路。該批機車與原型車採用同款引擎，但油箱容量增至7000升，而軌距亦改為俄羅斯軌距（1520毫米），以適應當地固有鐵路。此外，車頭設計亦有改變。

### 奧地利

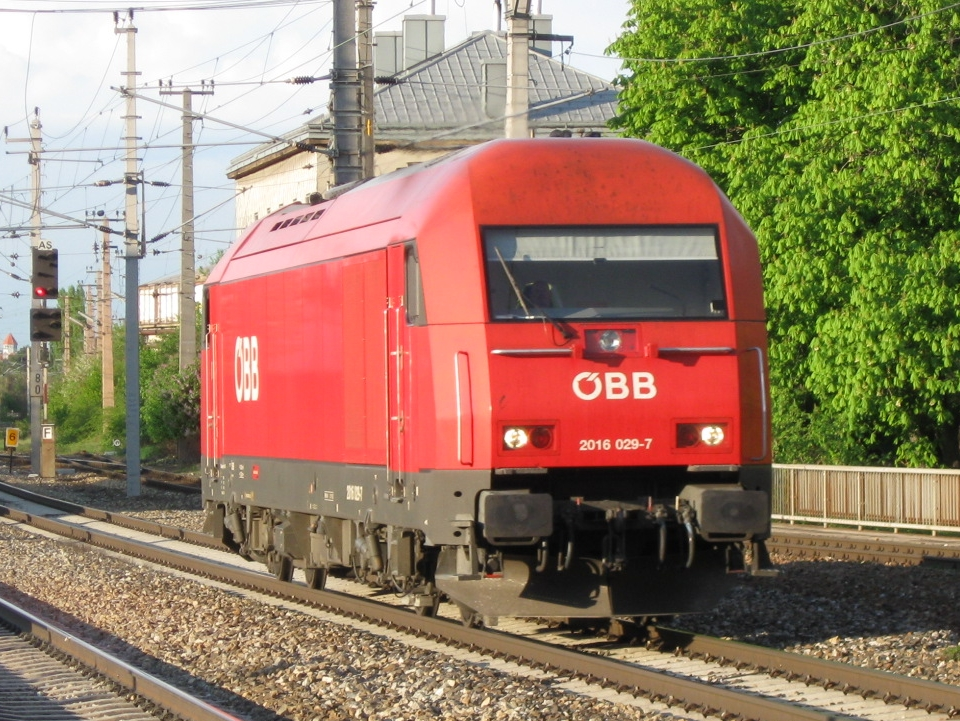
奧地利聯邦鐵路ER20 029-7號機車

奧地利聯邦鐵路亦有使用本型機車，並命名為Rh 2016型「大力神」貨運機車，分別由四間當地租賃公司擁有，合共100輛，統一使用聯邦鐵路漆裝及「OBB」品牌。該等機車外觀與原型車相同，但馬力略小。
本型機車是中歐班列貨運列車在奧地利段的本務機，以雙機重聯方式運作。

### 德國

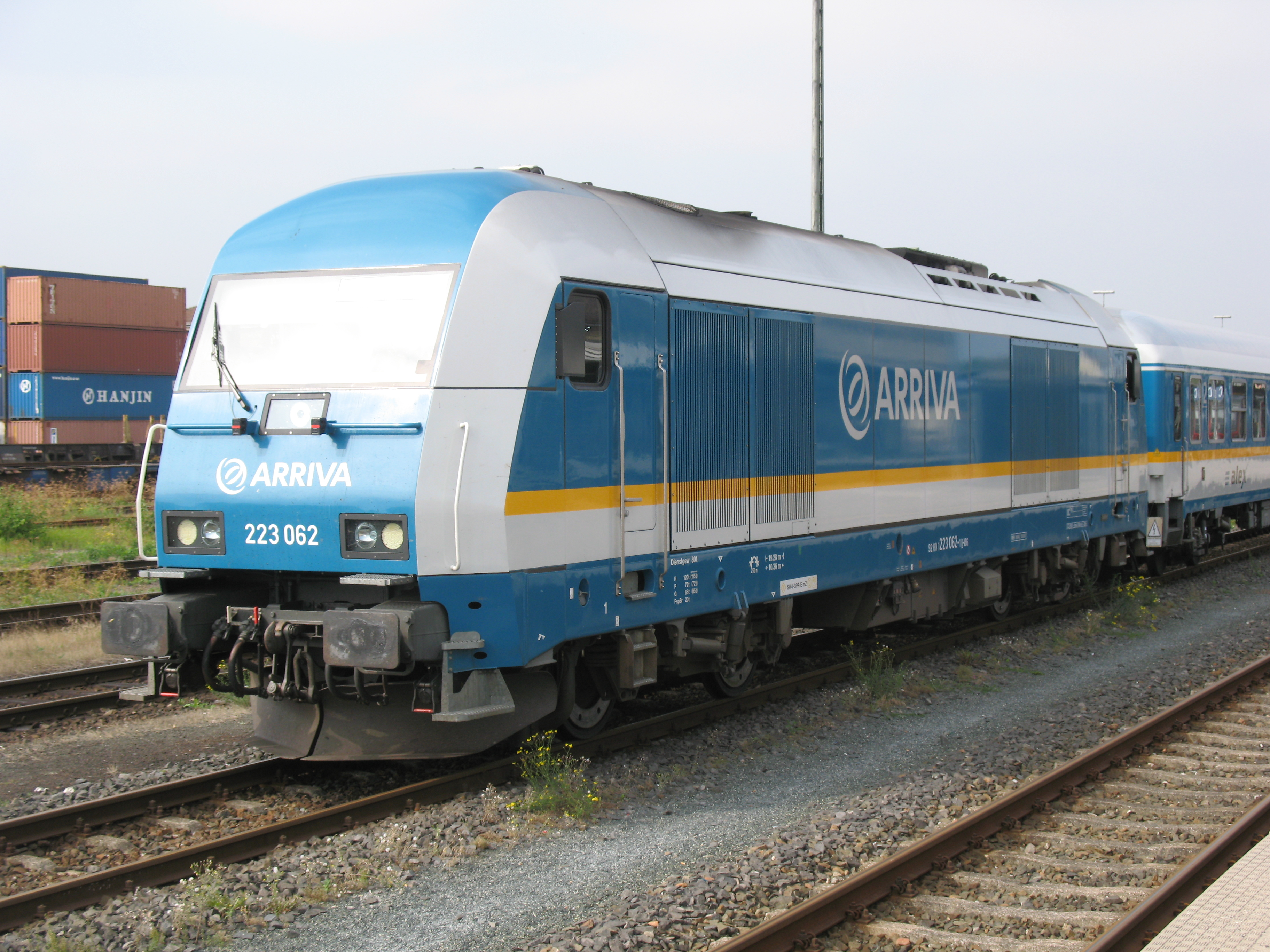
德國的ER27 CF 223系客運型機車，設有列車供電插座，位於車頭下方兩側

德國鐵路亦使用Eurorunner統型機車（即ER27 CF機車，按照國際鐵路聯盟標準設計），分別由四間營運公司擁有。

### 香港

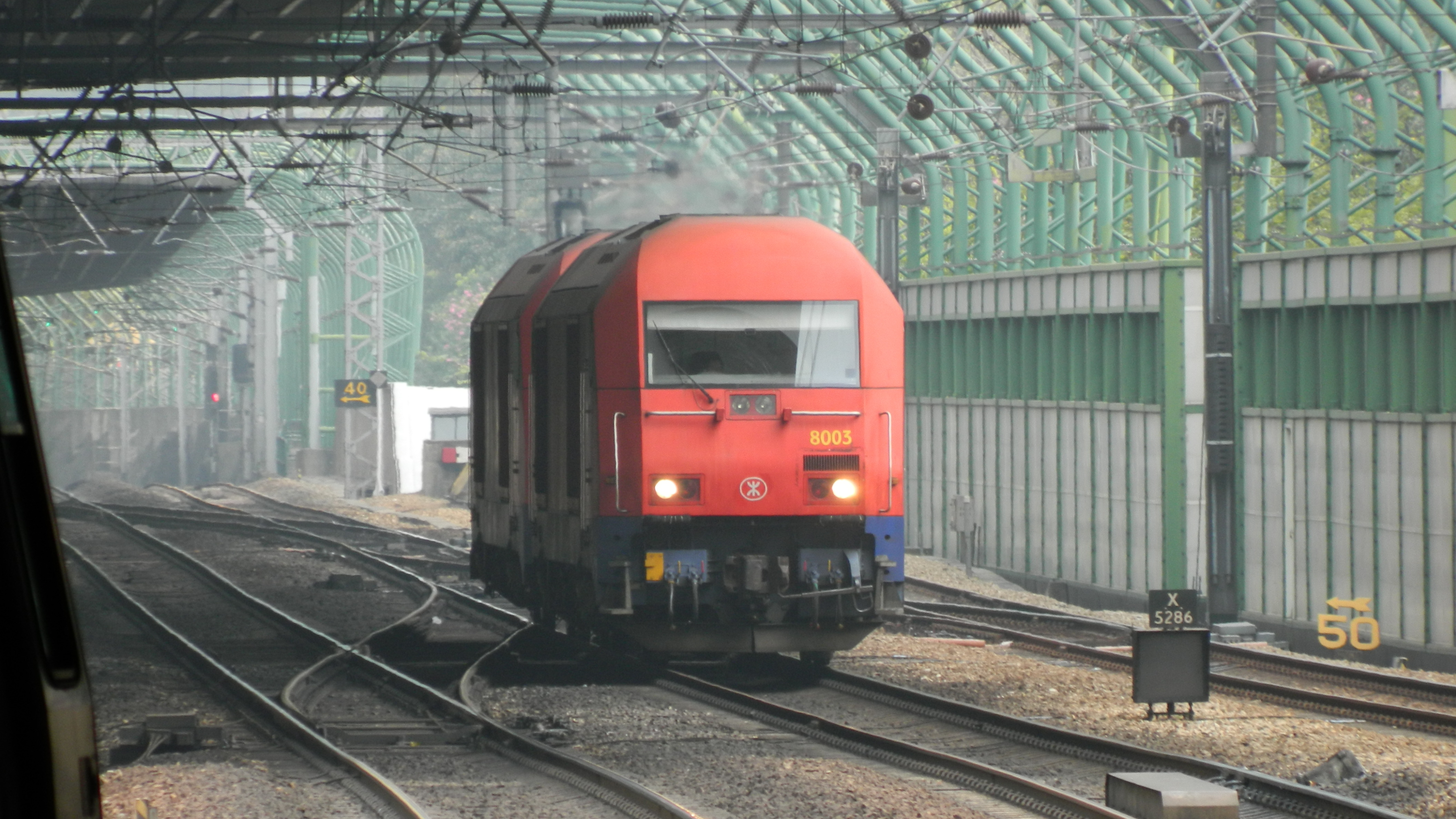
港鐵ER20型柴油機車在旺角東站附近

九廣鐵路公司於2001年向西門子訂購5輛ER20型非統型機車，合約總值1.3億港元，全數5輛機車編號8001-8005，當中1端車頭方向為金鐘/屯門，而2端為羅湖/落馬洲/烏溪沙方向。合約於2001年11月9日簽訂。
2003年7月24日，該5輛機車首度曝光，並帶有九廣鐵路公司標誌及編號，於德國慕尼黑郊區的德國鐵路路軌上試運輸。
5輛機車及後經船運於2003年9月13日運抵香港，並在紅磡貨場上岸，至2004年1月投入服務，並於1月29日舉行新機車移交典禮，由8005號機車擔當主禮機車。本型機車最初主要用於牽引貨運列車。九鐵訂購這些機車的目的，是為了取代1950年代製造的G12型柴油機車，並為大圍車廠提供一輛用作牽引列車進出維修區的機車（但統一配屬羅湖編組站機車行車室（2012年後），港鐵大圍車廠用車每次不定，直至配屬該廠的CKD0A型內燃機車於2015年投入服務後，本型機車不再在馬鞍山綫（現稱︰屯馬綫）上使用為止），同時預留日後用於港口鐵路線的可能性（但此計劃已廢止）。
而在九龍南綫及沙田至中環綫工程中，本型機車主力用作牽引SP1900列車往港鐵八鄉車廠進行改裝及擴編，以及牽引新抵港的港鐵屯馬綫中國製列車及港鐵東鐵綫現代列車（由第八編組起）由進入車廠。而自2017年起，CKD0A型內燃機車亦同時負責此牽引工作。
另外，本型機車於2021年內全數裝妥Trainguard訊號系統（但原有的SelTrac軟件包仍會保留）後，負責將退役後的港鐵中期翻新列車送往羅湖編組站解體。當中，8001及8005率先於新訊號系統啟用前加裝，其餘機車亦陸續加裝。在安裝新信號系統後，所有機車在東鐵綫上均須以雙機重聯方式運行，以符合該系統對最短列車長度的限制。
現時，本型機車是牽引25T型客車及九廣通列車往返何東樓車廠及紅磡站的主要使用機車，同時用作牽引工程列車，而其他舊式機車則主要用作工程車及東鐵線列車更換，較少執行此任務。
保養方面，自兩鐵合併後，港鐵對此等機車的廠修有所減少，但基於工程需要，會不定期於進行工程後清晨由何東樓車廠以「不停站列車」名義北上至羅湖編組站進行入油及保養，以確保機車運作正常。然後按當日收車後工程需要於中午前、下午非繁忙時間或晚上接近收車時段（週日則為早上）以「不停站列車」名義返回何東樓車廠或火炭軌道工場。
在緊急情況，本款機車亦可用作在香港境內作為港穗直通車的救援機車（如2015年直通車故障，部分班次列車由ER20機車牽引下，由羅湖站到達紅磡站）。
由於隔音技術來自德國柴電潛艇，本型機車在歐盟自六四事件後生效的對中華人民共和國政府「軍事技術禁運」條款下，不能越過羅湖橋進入中華人民共和國鐵路系統。

### 各租賃公司
部分統型機車則售予各間大型鐵路租賃公司，當中包括日本三井物產轄下的Dispolok、Angel Trains等，主要在歐洲使用。

## 改進型
在ER20 CF推出市場後，西門子公司亦打算研製改進版的同系機車，並命名為ER30型（分為俄羅斯軌距的ER30 CF型，以及標準軌距的ER30 CU型），但最後因ER20 CF型機車銷路不佳（僅立陶宛鐵路購置）而告吹。在2012年，當最後一批ER20型機車交付捷克及斯洛文尼亞後，Eurorunner柴油機車已悉數停產，並改為生產下一代的Vectron電力或柴油機車車系。

## 外部連結
- 九鐵全新環保柴油機車運抵本港（九鐵新聞稿 13/9/2003）[永久]
- 產品介紹
- 香港鐵路大典上的相关条目：港鐵ER20型機車